# 细穗金足草
细穗金足草（学名：Strobilanthes psilostachys）为爵床科紫云菜属的植物，是中国的特有植物。分布于中国大陆的广西、云南等地，生长于海拔1,300米的地区，多生长在林中，目前尚未由人工引种栽培。